# Chronica Majora
Chronica Majora (Crónica mayor) es una importante crónica medieval manuscrita e ilustrada por Mateo de París, una de una serie de textos de su obra sobre la historia inglesa. Actualmente se conserva en el Corpus Christi College de la Universidad de Cambridge. Abarca el período 1240-1253. Es su obra histórica más importante, pero contiene menos ilustraciones por página que las otras.
Los dos primeros volúmenes se encuentran en Cambridge, mientras que el tercero está vinculado con la Historia Anglorum de la Biblioteca Británica. Contiene 100 dibujos marginales, algunos mapas fragmentarios, un itinerario y dibujos a página completa de Guillermo I.